# 關山水力發電廠
關山水力發電廠為一座位在臺灣臺東縣關山鎮已廢棄的水力發電廠。

## 沿革

### 日治時期
關山水力發電廠最早可追溯到臺灣日治時期昭和元年（1926年）4月20日由當時民營電氣組織里壟電氣租用組合所設置燃燒石油的火力發電機組，昭和2年（1927年）底時，火力發電機組停用，轉而改用小型水力發電機，其引水自今關山里瓏湧水圳之灌溉用水發電，當時發電機輸出僅5KW，後分別於昭和21年（1935年）以及昭和23年（1937年）將機組升級，提升至13KW以及16KW。
昭和14年（1939年）11月，里壟電氣租用組合大規模改建原水力發電機組，建立發電廠，並且廠內裝置的發電機組其裝置容量提升到了35KW。
昭和15年（1940年），花蓮港電氣株式會社將包括里壟電氣租用組合在內的台灣合同電氣台東區域營業所以及新港電氣組合合併改名為東部電氣株式會社，里壟電氣租用組合其下之水力發電廠也隨之轉移至東部電氣株式會社管轄並繼續進行發電業務。
昭和18年（1943年），東部電氣株式會社被1939年所成立的東台灣電力興業株式會社收購後再次改名為東台灣電力株式會社，發電廠也隨之轉移。

### 戰後
民國34年（1945年）二戰結束，國民政府接收臺灣後，成立台灣電力公司，開始接手臺灣各地之日治時期所遺留下的發電設施，其中，臺東地區台電公司成立東部辦事處台東分處，接手並繼續進行關山水力發電廠的發電業務。
民國36年（1947年），台灣電力公司東部辦事處台東分處改名為台灣電力公司東部管理處台東分處後，開始進行臺東地區之發電資源開發，其中，關山水力發電廠機組容量增設至50KW。
民國48年（1959年），台電總公司鑑於臺灣東部地區之供電業務逐步增加，因此開始著手興建花東輸電線路。整體線路工程於民國51年間架設完成開始花東並聯供電，使原本臺東地區為獨立的發電、供電系統，自此正式併入台電公司整體的電力系統供電。也因供電趨於穩定，因此台灣電力公司東部管理處台東分處陸續將包含關山水力發電廠在內的臺東火力、成功火力、關山火力等地區性小型發電廠陸續停機關閉。
民國70年（1981年）後，台電公司將原關山水力發電廠之廠房拆毀，並將其土地產權出售。

## 設施
關山水力發電廠係利用里壟湧水圳排水路上之跌水工所造成的落差，在以水流沖下該落差之能量推動水輪機進行發電。

### 機組
| 名稱   | 發電機型號    | 水輪機型號       | 機組數量 | 發電方式 | 有效落差（公尺） | 單一機組用水量（CMS） | 容量（MW）                     | 位置         | 興建年代 | 狀態   |
| ------ | ------------- | ---------------- | -------- | -------- | ---------------- | --------------------- | ------------------------------ | ------------ | -------- | ------ |
| 一號機 | 0.035MW發電機 | 法蘭西斯式水輪機 | 1        | 川流式   |                  |                       | 0.035MW（1947年增設至0.050MW） | 臺東縣關山鎮 | 1927年   | 已拆除 |

### 管理
- 電廠名稱：臺灣電力公司關山水力發電廠[5]
- 管理單位：台灣電力公司東部管理處台東分處[5]
- 廠內編制：

### 設施
- 廠房類型：露天式
- 取水來源：里瓏湧水圳 - 地面湧泉[1]
- 輸出電壓：2200V
- 裝置容量：0.035MW[3]（1947年增設至0.050MW[5]）

## 圖集

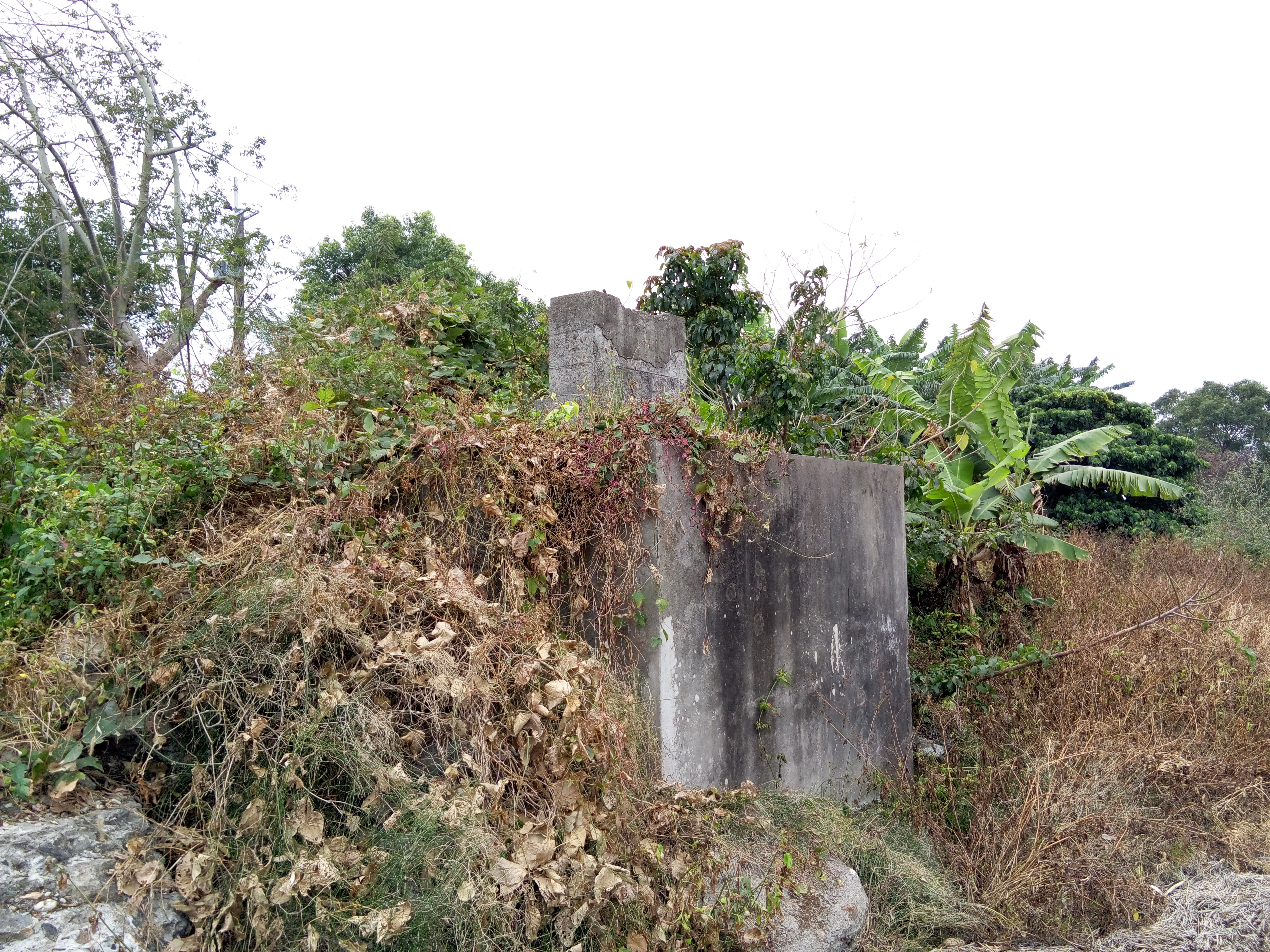
關山水力發電廠現址，拆除後僅剩構造物一座。
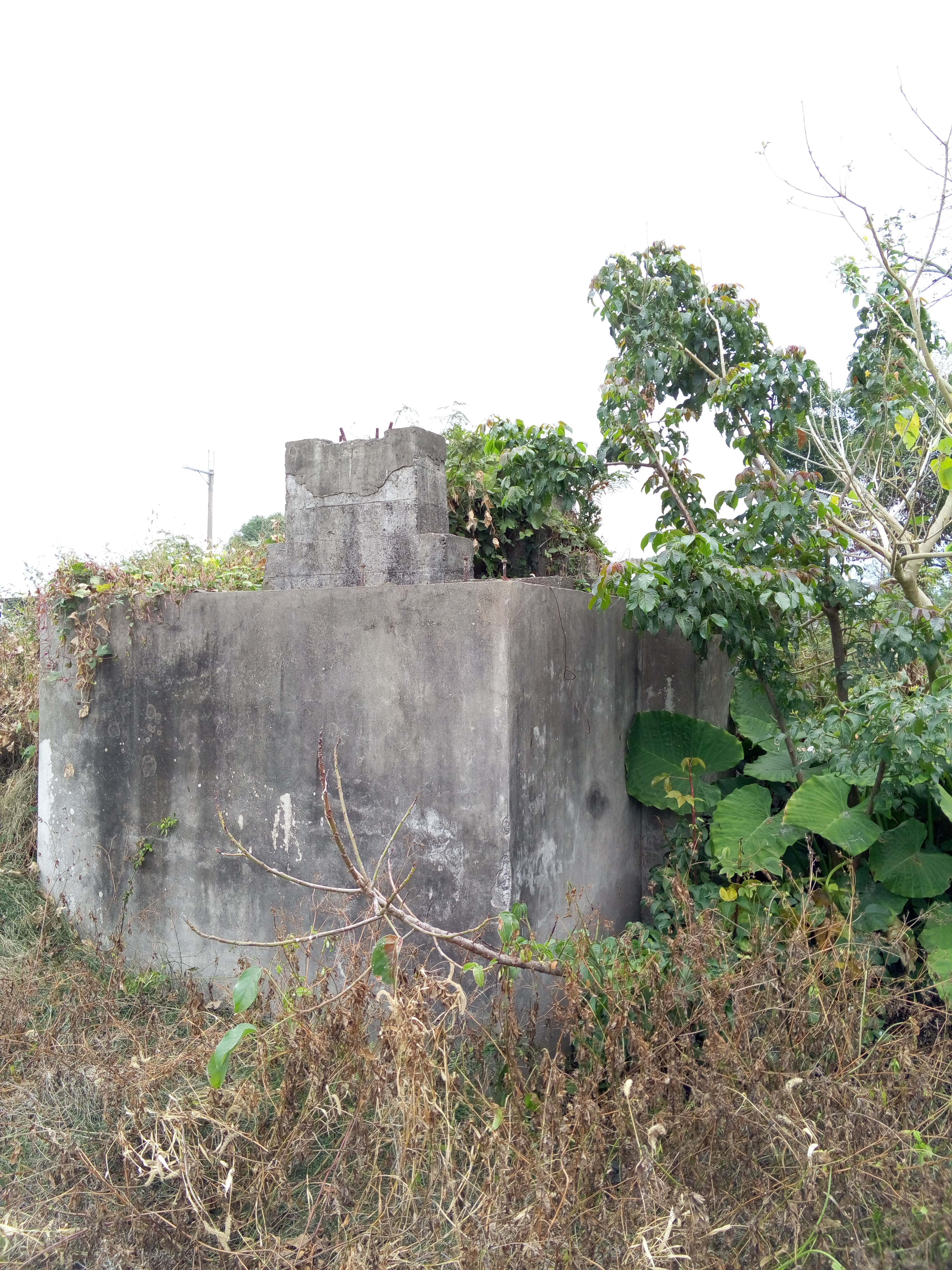
關山水力發電廠現址，拆除後僅剩構造物一座。
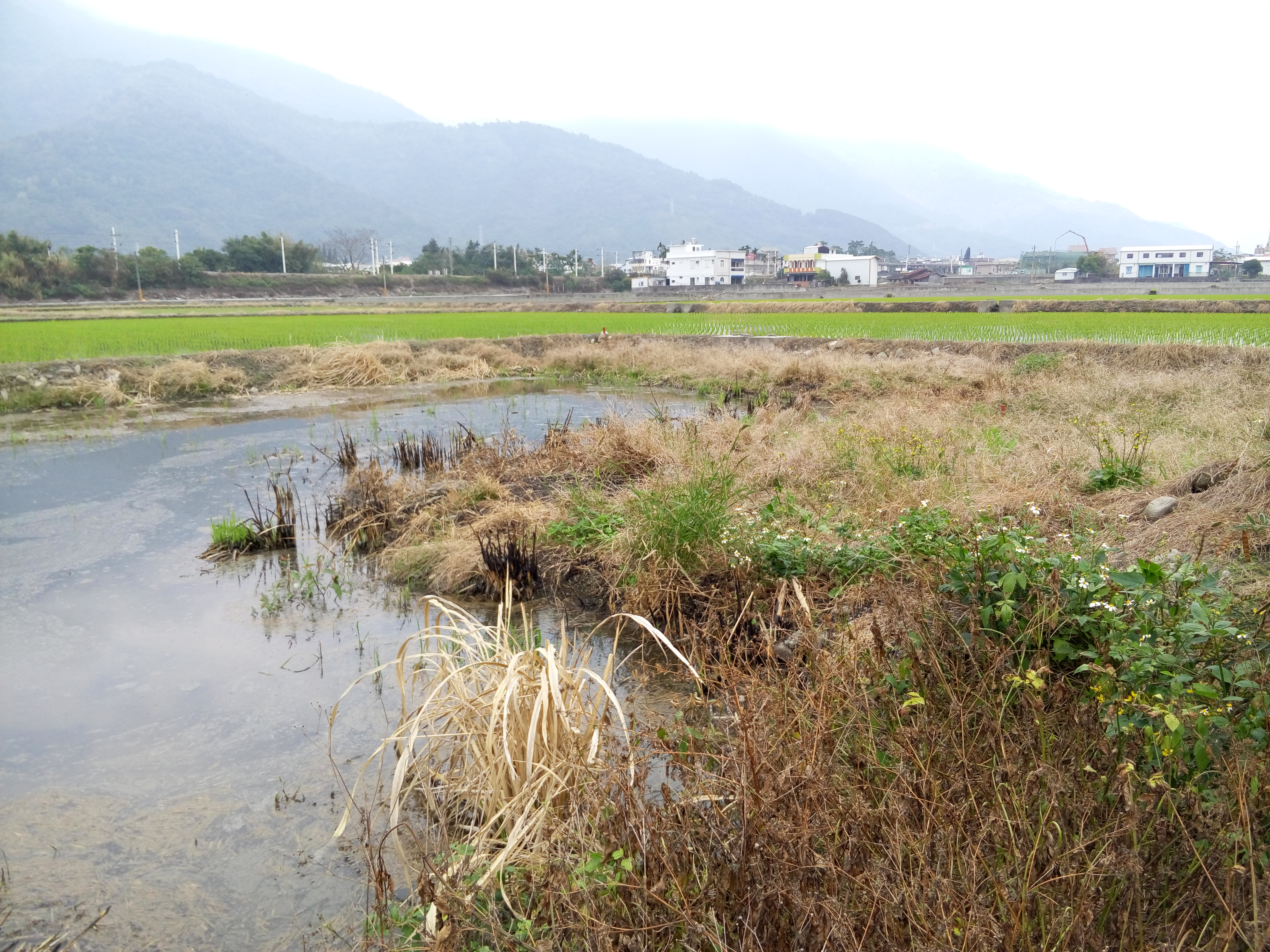
關山水力發電廠現址，拆除後其餘區域已遭灌溉用水侵入。
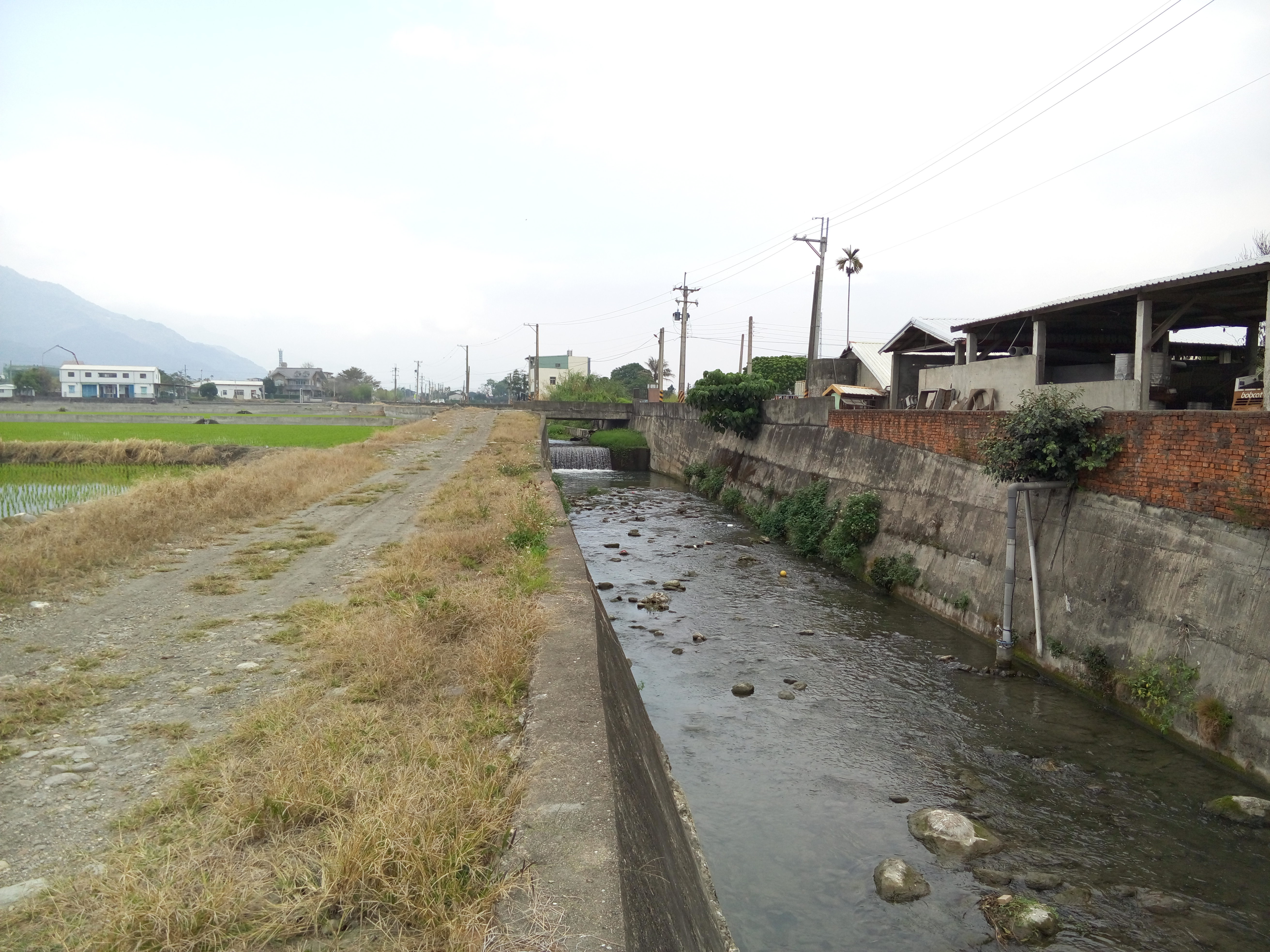
關山水力發電廠發電之引水來源，里瓏湧水圳，其中，圖中橋梁下跌水工處即為原水力發電廠取水口。

## 資料來源
1. 1 2 3 4  .   [1990年]. （原始内容存档于2015-02-05）.
2. 1 2  林炳炎. . 臺灣: 三民書局. 1997. ISBN 9579719772.
3. 1 2  臺灣電力株式會社民國三十四年九月事業報告書. . 中央研究院.   [2015-12-04]. （原始内容存档于2020-02-20） （中文（臺灣））.
4. 1 2  Gordoncheng. . wordpress. 2014-07-30  [2015-12-04]. （原始内容存档于2021-01-31） （中文（臺灣））.
5. 1 2 3 4 5 6 7 8  . 台灣電力公司台東區營業處.   [2015-12-04]. （原始内容存档于2015-02-06） （中文（臺灣））.